# Томаш Буреш
Томаш Буреш (чеськ. Tomáš Bureš, нар. 27 вересня 1978, Простейов) — чеський футболіст, що грав на позиції воротаря.
Виступав, зокрема, за клуб «Збройовка».

## Ігрова кар'єра
Народився 27 вересня 1978 року в місті Простейов.
У дорослому футболі дебютував 1995 року виступами за команду «ЛеРК Простейов», у якій провів чотири сезони, взявши участь у 50 матчах чемпіонату. 
Згодом з 1999 по 2006 рік грав у складі команд «Сігма» (Оломоуць), «Дрновиці» та «Дрновиці».
Своєю грою за останню команду привернув увагу представників тренерського штабу клубу «Збройовка», до складу якого приєднався 2006 року. Відіграв за команду з Брно наступні шість сезонів своєї ігрової кар'єри.
Завершив ігрову кар'єру у команді «Простейов», за яку виступав протягом 2012—2016 років.